# Ada (postać biblijna)
Ada (hebr. עדה) – postać biblijna, jedna z dwóch żon Lameka, potomka bratobójcy Kaina. Według Księgi Rodzaju urodziła mu dwóch synów: Jabala i Jubala (Rdz 4,19-21).